# 埃德莫尔 (北达科他州)
埃德莫尔（英語：Edmore），是美国北达科他州下属的一座城市。根据2010年美国人口普查，该市有人口182人。